# Septentrion (revue, 1927)
Pour les articles homonymes, voir Septentrion et Septentrion (revue).
Septentrion, la « revue des marches du Nord », est une revue lancée en mars 1927 à Lille.
Dirigée par Jean-Louis Vallas puis par le baron Michel Dard, elle a publié des œuvres de Henry-Louis Dubly, Marie Gasquet, Pierre Deffontaines, Louis Lafuma-Motte, René Derville, Léon Bocquet, Camille Melloy, Charles Singevin, Paul Barbry, Henri Massis, Jacques Valdour, Georges Motte, Émile Hoffmann, Georges Teneul, etc.  (ISSN 2018-493X)